# 梶光一
梶 光一（かじ こういち、1953年 - ）は、日本の動物学者。

## 人物
1953年東京生まれ。1978年北海道大学農学部林学科卒業。1986年北海道大学大学院農学研究科林学専攻博士課程修了。1987年 - 1989年: 日本学術振興会特別研究員。1991年-2000年:北海道環境科学研究センター自然環境部野生動物科長。2000年 - 2004年: 北海道環境科学研究センター自然環境部自然環境保全科長。2004年 - 2006年: 北海道環境科学研究センター自然環境部主任研究員兼自然環境保全科長。2006年    -: 東京農工大学大学院共生科学技術研究院教授。1986年3月北海道大学より農学博士の学位を取得、学位論文の題は「洞爺湖中島におけるエゾシカの個体群生長とそれが森林植生に与える影響」。 日本哺乳類学会理事長。

## 著書
- 大泰司紀之; 梶光一; 間野勉 (1990), 世界のシカ・クマ保護管理の現状とエゾシカ・ヒグマ保護管理の将来方向 : シカ・クマ国際フォーラム北海道1990報告書, 野生生物情報センター
- McCullough; Dale R.; 梶 光一; 山中 正実 (2006), 世界自然遺産 : 知床とイエローストーン : 野生をめぐる二つの国立公園の物語, 知床財団
- 梶 光一; 宮木雅美; 宇野裕之 (2006), エゾシカの保全と管理, 北海道大学出版会, ISBN 4832981714
- 梶 光一 (2006), ニホンジカ捕獲ハンドブック, 北海道環境科学研究センター
- Morrison, Michael L.; 江成広斗; 須田知樹; 梶 光一; 神崎伸夫 (2007), 生息地復元のための野生動物学, 朝倉書店, ISBN 9784254180299
- McCullough, Dale R.; 高槻成紀; 梶 光一 (2009), Sika deer : biology and management of native and introduced populations, Springer, ISBN 9784431094289
- 羽山伸一; 三浦慎悟; 梶 光一; 鈴木正嗣 (2012), 野生動物管理 : 理論と技術, 文永堂出版, ISBN 9784830032417
- 梶 光一; 伊吾田宏正; 鈴木正嗣 (2013), 野生動物管理のための狩猟学, 朝倉書店, ISBN 9784254450286

## 論文
- 国立情報学研究所収録論文 国立情報学研究所

- 鈴木正嗣; 梶 光一; 山中正実; 大泰司紀之 (1996), “北海道東部産のエゾシカ(Cervus nippon yesoensis Heude, 1884)胎子における胎齢推定、受胎日変異および外部形態の発達過程”, The journal of veterinary medical science (日本獣医学会) 58:  6
- 大沼学; 高橋裕史; 中村友香; 田中純平; 淺野玄; 松井基純; 釣賀一二三; 鈴木正嗣; 梶 光一; 大泰司紀之, “凍結乾燥塩酸メデトミジンを利用したエゾシカ(Cervus nippon yesoensis)の化学的不動化(外科学)”, Japanese journal of zoo and wildlife medicine
- 太田遥; 星野仏方; 梶 光一; 伊吾田宏正; 吉田剛司; 大泰司紀之; Ganzorig S. (2009), “青海チベット高原横断鉄道周辺に生息する野生動物のインベントリ調査及びチベットアンテロープの移動パターン”, 酪農学園大学紀要. 自然科学編 (酪農学園大学) 34 (1):  23-33
- 仲澤峻; 劉楚光; マナエワ カリーナ; 星野仏方; 伊吾田宏正; 吉田剛司; 金子正美; 梶 光一; 姜兆文; 浅川満彦; 本川雅治; 亀山哲; 大泰司紀之; 増田隆一; 馬合木堤 哈力克; 呉 暁民; スミヤ ガンゾリグ (2012), “衛星追跡によるチベットアンテロープ(Pantholops hodgsonii)の季節移動に対する鉄道の影響について : ─生物多様性保全のための野生動物と家畜の両立を目指して─”, 酪農学園大学紀要. 自然科学編 (酪農学園大学) 37 (1):  61-70

## 受賞歴
- 21st International Association for Bear Research and Management.Best Poster Presentation (2012/11)[2]
- 第17回野生生物保護学会北海道大会最優秀ポスター賞 (2011/10)[2]
- 日本哺乳類学会2011年度大会ポスター優秀賞 (2011/09)[2]
- 植生学会第16回大会 口頭発表賞 (2011/09)[2]
- 日本生態学会ポスター賞優秀賞 (2011/03)[2]
- 日本生態学会ポスター賞最優秀賞 (2011/03)[2]
- 日本生態学会ポスター賞優秀賞 (2011/03)[2]
- 日本哺乳類学会大会優秀ポスター賞 (2010/09)[2]
- 第57回日本生態学会ポスター優秀賞 (2010/03)[2]
- 日本哺乳類学会2009年度大会ポスター賞 (2009/11)[2]
- 第55回日本生態学会大会ポスター賞最優秀賞（生態系管理部門） (2008/03)[2]
- 第55回日本生態学会大会ポスター賞最優秀賞（保全部門） (2008/03)[2]
- Ecological Research賞 (2007/03)[2]
- Ninth International Mammalogical Congress (IMC9) Poster Award (2005/08)[2]